# La Reine des bohémiens
Pour plus de détails, voir Fiche technique et Distribution.
La Reine des bohémiens (The Gypsy Queen) est un film muet américain réalisé par Mack Sennett, sorti en 1913.

## Fiche technique
- Titre : La Reine des bohémiens
- Titre original : The Gypsy Queen
- Réalisation : Mack Sennett
- Producteur : Mack Sennett
- Studio de production : The Keystone Film Company
- Distribution : Mutual Film
- Pays de production : États-Unis
- Format : Noir et blanc - 1.33 : 1 - Format 35 mm
- Langue : film muet intertitres anglais
- Genre : Comédie
- Durée : une bobine
- Date de sortie : États-Unis 11 septembre 1913

## Distribution
- Mabel Normand : la reine des gitans
- Roscoe Arbuckle : Fatty
- Nick Cogley (non crédité - non confirmé)